# Wacky Races
Wacky Races è il titolo di due serie animate statunitensi prodotte da Hanna-Barbera e Warner Bros.
La prima serie, ispirata al film La grande corsa di Blake Edwards e incentrata su un campionato di corse automobilistiche con improbabili vetture guidate da personaggi bizzarri, debuttò negli Stati Uniti nel 1968. Il successo della serie e di alcuni suoi personaggi in particolare portò alla produzione di spin-off, sempre d'animazione, come Dastardly e Muttley e le macchine volanti e Le avventure di Penelope Pitstop. La seconda serie risale invece al 2017 ed è il reboot dell'originale.
Al Goodwood Festival of Speed, una competizione automobilistica annuale nel circuito di Goodwood, dal 2008 vengono esposte riproduzioni a grandezza naturale delle vetture presenti nella serie.

## Produzione e distribuzione
Negli USA la prima serie è composta da trentaquattro episodi e fu trasmessa sul canale CBS dal 14 settembre 1968. La seconda serie, sempre prodotta dalla Hanna-Barbera, è un reboot della serie originale composta da settantotto episodi e pubblicato dal servizio on demand del canale americano di Boomerang dal 14 agosto 2017; realizzata in computer grafica, in questa serie sono stati mantenuti 4 personaggi storici su 11 e aggiunti nuovi personaggi, invece le gare sono ambientate in diverse epoche temporali in giro per il mondo e persino nel corpo di Dastardly.
In Italia la prima serie (conosciuta anche come Le corse pazze o Corsa senza limiti) fu trasmessa per la prima volta nel 1980 su Rete 1 per diciassette puntate contenenti due episodi ciascuna. Il reboot del 2017 è stato trasmesso su Boomerang dal 6 novembre 2017 al 14 novembre 2019 usando lo stesso titolo. In chiaro è andato in onda su Cartoonito dal 17 giugno 2019.

## Trama
(Intro in tutti gli episodi)
Un gruppo di coloriti personaggi, ciascuno con una propria particolare autovettura, partecipa a una gara automobilistica a tappe itinerante per gli Stati Uniti d'America. Fra questi il cattivo Dick Dastardly, alla guida della Vettura 00, che per tentare di vincere attua una serie di stratagemmi volti a ostacolare gli altri concorrenti, ma inevitabilmente i suoi progetti gli si ritorcono contro, facendolo arrivare ultimo nonostante le elevate prestazioni della sua automobile. Gli altri piloti sono i fratelli Slag, Rock e Gravel, due cavernicoli alla guida del Macigno-Mobile; il Diabolico Coupé pilotato dai fratelli Big e Li'l Gruesome; il professor Pat Pending alla guida della Multiuso; Red Max alla guida dello Scarafaggio Volante; Penelope Pitstop alla guida del Vezzoso Coupé; l'Armata Speciale, un carro armato guidato dal soldato Meekly agli ordini del sergente Blast; Clyde e la sua banda di gangster alla guida della Macchina Antiproiettile, una vettura d'epoca degli anni venti; l'Insetto Scoppiettante, vettura di legno mossa da una rudimentale caldaia, guidato da Luke con il nervosissimo e freddoloso orso Blubber; Peter Perfect, un damerino sempre galante con Penelope e dotato di un'incredibile forza fisica, alla guida della vettura denominata Sei Cilindri o anche Turbo Terrific, l'unica vera auto da corsa che si riprende da ogni incidente con una semplice scrollata; Rufus Roughcut, un rude boscaiolo alla guida della Spaccatutto, occupata da lui e dal suo castoro Sawtooth. Ogni episodio coincide con la tappa di una gara.

## Personaggi

I concorrenti nella sigla iniziale

Ogni squadra è composta da uno o più membri alla guida di una propria autovettura:
- I fratelli Slag[11] e la Macigno-mobile (the Slag brothers in the boulder mobile): la vettura n. 1 è la Macigno-mobile, una macchina di pietra pilotata da due cavernicoli, Rock e Gravel, gemelli coperti di lunghi capelli e armati di una clava.[12]
- Il Diabolico Coupé (The Gruesome Twosome in the Creepy Coupe): la vettura n. 2, simile a un carro funebre degli anni trenta circondato di pipistrelli svolazzanti, è pilotata da due creature ispirate al genere horror classico, i fratelli Big e Li'l Gruesome[13] e ha al suo interno principalmente un drago che funge da propulsore. All'occorrenza però vengono chiamati in causa altri ausili legati al mondo horror quali fantasmi, serpenti, streghe e perfino nubi di tempesta.
- Il professor Pat Pending e la Multiuso (Professor Pat Pending in the Convert-A-Car): è uno scienziato alla guida della vettura n. 3, capace, con accorgimenti tecnici, di trasformarsi in qualsiasi altro mezzo di trasporto idoneo a superare gli eventuali ostacoli.
- Red Max e lo Scarafaggio Volante[14] (Red Max in the Crimson Haybaler): la vettura n. 4, un biplano della prima guerra mondiale modificato, è pilotata da un aviatore ed è capace di semplici balzi grazie ai quali evita avversari e ostacoli. Tormentone della serie è la voce fuori campo nei titoli di coda dell'edizione italiana: «Red Max, balzellon balzelloni, avanza spedito».
- Penelope Pitstop e il Vezzoso Coupé[15] (Penelope Pitstop in the Compact Pussycat): Penelope è un'affascinante ragazza alla guida della vettura n. 5 di colore giallo e rosa e dotata di tutti gli accessori per la cura della persona e il trucco.
- L'Armata Speciale (Sergeant Blast and Private Meekly in the Army Surplus Special): la vettura n. 6 è un mezzo militare guidato dal soldato Meekly[16] agli ordini del sergente Blast[17] che per darsi una spinta a volte sfrutta il rinculo del cannone.
- Clyde e la sua banda e la Antiproiettile (The Ant Hill Mob in the Bulletproof Bomb): la vettura n. 7, una limousine dell'epoca degli anni venti, è guidata da sette gangster nani capitanati dal boss Clyde (che, nell'edizione italiana, si rivolge loro chiamandoli quasi sempre "babbei", "cretini" o "mammalucchi"); all'occorrenza fanno spuntare le gambe da sotto la loro auto e spingono tutti insieme per guadagnare terreno; spesso inseguiti dalle forze dell'ordine indirizzate da Dick Dastardly.
- L'Insetto Scoppiettante (Lazy Luke and Blubber Bear in the Arkansas Chuggabug): la vettura n. 8 è di legno e mossa da una rudimentale caldaia e viene pilotata da Luke, un classico montanaro americano che sonnecchia per quasi tutto il tempo, guidando la vettura coi piedi accompagnato da Blubber, un grosso orso freddoloso.
- Peter Perfect e la Sei cilindri (Peter Perfect in the Turbo Terrific): un damerino sempre galante, sempre pronto a corteggiare Penelope e dotato anche di un'incredibile forza fisica, è alla guida della vettura n. 9 denominata Sei Cilindri. Unica vera auto da corsa, ha la singolare caratteristica di riprendersi da ogni incidente con una semplice scrollata.
- Rufus Roughcut e la Spaccatutto (Rufus Ruffcut and Sawtooth in the Buzzwagon): la vettura n. 10, una macchina di legno con al posto delle ruote altrettante seghe circolari in grado di tagliare via gli eventuali ostacoli, è pilotata dal rude boscaiolo Rufus e dal suo castoro Sawtooth.
- Dick Dastardly[18] e Muttley (Dick Dastardly and Muttley in the Mean Machine): la vettura 00 pilotata da Dick Dastardly è l'unica a non vincere mai, nonostante ricerchi la vittoria ad ogni costo e con ogni possibile scorrettezza e pur avendo, apparentemente, l'auto più veloce, infatti tende a posizionare trappole agli altri concorrenti aspettandoli lungo la strada e rinunciando così ad un enorme vantaggio. Le trappole si rivelano sempre fallimentari e Dastardly arriva puntualmente ultimo. Spalla del personaggio è il cinico Muttley, un cane opportunista, infedele e sempre pronto a ghignare delle sventure del suo padrone. Il ghigno di Muttley, le imprecazioni di Dastardly («Acci., doppio e triplo acci.») e la sua classica vana invocazione d'aiuto («Muttley, fa' qualcosa!») sono due dei tormentoni della serie.

## Doppiaggio
| Personaggio      | Doppiatore originale (serie 1968) | Doppiatore originale (serie 2017) | Doppiatore italiano (serie 1968)                      | Doppiatore italiano (serie 2017) |
| ---------------- | --------------------------------- | --------------------------------- | ----------------------------------------------------- | -------------------------------- |
| Dick Dastardly   | Paul Winchell                     | Peter Woodward                    | Aldo Barberito Franco Odoardi                         | Nanni Baldini                    |
| Meekly           | Paul Winchell                     |                                   | Massimo Giuliani                                      |                                  |
| Clyde            | Paul Winchell                     |                                   | Silvio Anselmo                                        |                                  |
| Muttley          | Don Messick                       | Billy West                        | Luciano Roffi                                         | Marco Bassetti                   |
| Pat Pending      | Don Messick                       |                                   | Piero Tiberi                                          |                                  |
| Gravel Slag      | Don Messick                       |                                   | Paolo Poiret                                          |                                  |
| Little Gruesome  | Don Messick                       |                                   | Bruno Scipioni                                        |                                  |
| Ring-a-Ding      | Don Messick                       |                                   | Gianfranco Bellini                                    |                                  |
| Sawtooth         | Don Messick                       |                                   |                                                       |                                  |
| Rock Slag        | Daws Butler                       |                                   | Silvio Anselmo                                        |                                  |
| Big Gruesome     | Daws Butler                       |                                   | Angelo Nicotra                                        |                                  |
| Red Max          | Daws Butler                       |                                   | Sergio Matteucci                                      |                                  |
| Sergente         | Daws Butler                       |                                   | Mario Mastria (ep.1-14) Gianfranco Bellini (ep.15-17) |                                  |
| Peter Perfect    | Daws Butler                       | Diedrich Bader                    | Arturo Dominici Silvio Anselmo                        | Marco Vivio                      |
| Rufus Roughcut   | Daws Butler                       |                                   |                                                       |                                  |
| Luke             | John Stephenson                   |                                   | Angelo Nicotra                                        |                                  |
| Blubber          | John Stephenson                   |                                   | Roberto Del Giudice                                   |                                  |
| Penelope Pitstop | Janet Waldo                       | Nicole Parker                     | Anna Rita Pasanisi                                    | Francesca Manicone               |
| Tiny             |                                   | Billy West                        |                                                       | Andrea Lavagnino                 |
| Bella            |                                   | Tom Kenny                         |                                                       | Sergio Lucchetti                 |
| I.Q. Ickly       |                                   | Jill Talley                       |                                                       | Claudia Scarpa                   |
| Duchessa         |                                   |                                   |                                                       | Michela Alborghetti              |
| Narratore        | Dave Willock                      | Christopher Judge                 | Ferruccio Amendola (ep. 1-14) Pino Locchi (ep. 15-17) |                                  |
| Altri personaggi | Don Messick Daws Butler           |                                   | Gianfranco Bellini Michele Gammino                    |                                  |

Nella serie del 1968 la voce del narratore dei primi 14 episodi è quella di Ferruccio Amendola poi sostituito da Pino Locchi.
Tuttavia, durante l'introduzione agli episodi 24, 26, 32 e 34 è ancora possibile udire la voce di Amendola.

## Episodi

### Serie 1968
| n. | Titolo originale                                             | Titolo italiano                                         | Prima TV USA      | Prima TV ITA                  |
| -- | ------------------------------------------------------------ | ------------------------------------------------------- | ----------------- | ----------------------------- |
| 1  | See-Saw To Arkansas Creepy Trip to Lemon Twist               | Su e Giù per l'Arkansas Viaggio per Lemon Twist         | 14 settembre 1968 | 23 aprile 1980 25 aprile 1980 |
| 2  | Why Oh Why Wyoming Beat the Clock to Yellow Rock             | Verso il Wyoming Traguardo Yellow Rock                  | 21 settembre 1968 | 24 marzo 1980                 |
| 3  | Mish-Mash Missouri Dash Idaho a Go-Go                        | Meta Mish Mash nel Missouri Di Corsa nell'Idaho         | 28 settembre 1968 | 26 marzo 1980 25 aprile 1980  |
| 4  | Baja-Ha-Ha Race Real Gone Ape                                | La Gara di Baja Il Gorilla di King Klong                | 5 ottobre 1968    | 26 marzo 1980 28 marzo 1980   |
| 5  | Scout Scatter Free Wheeling to Wheeling                      | Fuga Precipitosa Corsa per il Wheeling                  | 12 ottobre 1968   | 28 marzo 1980 30 marzo 1980   |
| 6  | By Rollercoaster to Upsan Downs The Speedy Arkansas Traveler | Prossima Tappa Upsan Downs Traversata per l'Arkansas    | 19 ottobre 1968   | 3 aprile 1980 1º aprile 1980  |
| 7  | The Zippy Mississippi Race Traffic Jambalaya                 | La Rombante Gara del Mississippi Blocco in Alabama      | 26 ottobre 1968   | 30 marzo 1980 1º aprile 1980  |
| 8  | Hot Race at Chillicothe The Wrong Lumber Race                | Corsa per Chillicote Tranelli nella foresta             | 2 novembre 1968   | 5 aprile 1980 7 aprile 1980   |
| 9  | Rhode Island Road Race The Great Cold Rush Race              | Il circuito dell'isola di Rhode Gara tra i ghiacci      | 9 novembre 1968   | 3 aprile 1980 5 aprile 1980   |
| 10 | Wacky Race to Ripsaw Oils Well That Ends Well                | Entusiasmante viaggio per Rip Saw Trappole di petrolio  | 16 novembre 1968  | 17 aprile 1980 19 aprile 1980 |
| 11 | Whizzin' to Washington The Dipsy Doodle Desert Derby         | Volata per Washington Il rally del deserto              | 23 novembre 1968  | 7 aprile 1980 9 aprile 1980   |
| 12 | Eeny, Miny Missouri Go! The Super Silly Swamp Sprint         | Partenza per Eeny Miny Nella pericolosa palude          | 30 novembre 1968  | 19 aprile 1980 21 aprile 1980 |
| 13 | The Dopey Dakota Derby Dash to Delaware                      | Il derby del Dakota Arrivo a Wott Will                  | 7 dicembre 1968   | 21 aprile 1980 23 aprile 1980 |
| 14 | Speeding for Smogland Race Rally to Raleigh                  | Jolly Wood è in vista Rally per Raleigh                 | 14 dicembre 1968  | 9 aprile 1980 11 aprile 1980  |
| 15 | Ballpoint, Penn. or Bust! Fast Track to Hackensack           | Ballpoint in Pennsylvania La veloce pista di Hackensack | 21 dicembre 1968  | 11 aprile 1980 13 aprile 1980 |
| 16 | The Ski Resort Road Race Overseas Hi-Way Race                | Gara automobilistica sciistica Da un'isola all'altra    | 28 dicembre 1968  | 13 aprile 1980 15 aprile 1980 |
| 17 | Race to Racine The Carlsbad or Bust Bash                     | Traguardo Racine Caverna di Carlsbad                    | 4 gennaio 1969    | 15 aprile 1980 17 aprile 1980 |

### Serie 2017
| n. | Titolo originale                              | Titolo italiano                     | Prima TV USA      | Prima TV ITA     |
| -- | --------------------------------------------- | ----------------------------------- | ----------------- | ---------------- |
| 1  | Ya Win Some, Ya Luge Some                     | A volte si vince, a volte si slitta | 14 agosto 2017    | 7 novembre 2017  |
| 2  | Mambo Itali-Go-Go                             | Ospitalità contadina                | 22 agosto 2017    | 7 novembre 2017  |
| 3  | So Far to Mardi Gras                          | Nelle paludose paludi palustri      | 31 agosto 2017    | 8 novembre 2017  |
| 4  | Easter Express                                | I Giganti di Pasqua                 | 31 agosto 2017    | 8 novembre 2017  |
| 5  | Race-a-Lot                                    | I cavalieri del Wackius Racius      | 31 agosto 2017    | 9 novembre 2017  |
| 6  | Peter Imperfect                               | La perfetta imperfezione            | 31 agosto 2017    | 9 novembre 2017  |
| 7  | Yes, We Canyon                                | Vacanza al Grand Canyon             | 31 agosto 2017    | 6 novembre 2017  |
| 8  | Roamin' Racers                                | Tutte le corse portano a Roma       | 31 agosto 2017    | 10 novembre 2017 |
| 9  | Smokey and the Racers                         | Eccesso di velocità                 | 31 agosto 2017    | 10 novembre 2017 |
| 10 | Raceketeers                                   | I tre pilotieri                     | 31 agosto 2017    | 11 novembre 2017 |
| 11 | Fantastic Race                                | Mi si sono ristretti i piloti       | 31 agosto 2017    | 11 novembre 2017 |
| 12 | Space Race                                    | Corsa spaziale                      | 31 agosto 2017    | 12 novembre 2017 |
| 13 | Backseat Drivers                              | I viaggiatori del portabagagli      | 28 settembre 2017 | 12 novembre 2017 |
| 14 | Off Track                                     | Perfectville                        | 21 dicembre 2017  | 13 novembre 2017 |
| 15 | Cave Racers                                   | L'alba dell'automobilismo           | 21 dicembre 2017  | 13 novembre 2017 |
| 16 | Guru My Dreams                                | Il Guru dei miei sogni              | 21 dicembre 2017  | 14 novembre 2017 |
| 17 | Cold Rush                                     | Corsa polare                        | 31 maggio 2018    | 14 novembre 2017 |
| 18 | It’s a Wacky Life                             | La vita è quasi meravigliosa        | 30 novembre 2017  | 15 novembre 2017 |
| 19 | Pretzel Logic                                 | La vita non ha Pretzel              | 21 dicembre 2017  | 6 novembre 2017  |
| 20 | Dashing Thru the Snow                         | I regali di Babbo Natale            | 30 novembre 2017  | 15 novembre 2017 |
| 21 | Formula Racing                                | Una nuova Formula                   | 21 dicembre 2017  | 9 aprile 2018    |
| 22 | Unraceable                                    | Dastardly cerca lavoro              | 21 dicembre 2017  | 10 aprile 2018   |
| 23 | Sister, Twister                               | Il travestimento                    | 21 dicembre 2017  | 10 aprile 2018   |
| 24 | Mars Need Racers                              | Missione salvataggio                | 21 dicembre 2017  | 11 aprile 2018   |
| 25 | Race to the Bottom                            | Muttley incoronato Re               | 21 dicembre 2017  | 11 aprile 2018   |
| 26 | Do Over Dastardly                             | A tutto formaggio!                  | 21 dicembre 2017  | 12 aprile 2018   |
| 27 | Swap Meet                                     | Scambio di personalità              | 21 dicembre 2017  | 12 aprile 2018   |
| 28 | Mother Drives Best                            | Mamme e motori...                   | 8 maggio 2018     | 13 aprile 2018   |
| 29 | Race Against Time                             | Una corsa contro il tempo           | 21 dicembre 2017  | 13 aprile 2018   |
| 30 | My Fair Tiny                                  | Mio caro Tiny                       | 21 dicembre 2017  | 14 aprile 2018   |
| 31 | Under the Rainbow                             | Sotto l'arcobaleno                  | 15 marzo 2018     | 14 aprile 2018   |
| 32 | Wacky Spaces                                  | Inseguimento spaziale               | 31 maggio 2018    | 15 aprile 2018   |
| 33 | The Perils of Peter Perfect                   | La duchessa matta                   | 31 maggio 2018    | 15 aprile 2018   |
| 34 | People Who Need Purple                        | Dastardly vuole Dastardly           | 31 maggio 2018    | 16 aprile 2018   |
| 35 | Race to Infinity                              | Corsa verso l'infinito              | 31 maggio 2018    | 16 aprile 2018   |
| 36 | His Way or the Highway                        | La lampada di Dastardly             | 31 maggio 2018    | 17 aprile 2018   |
| 37 | Racer Roundup                                 | Il rodeo dei piloti                 | 31 maggio 2018    | 17 aprile 2018   |
| 38 | Grandfather Knows Dast                        | Il nonno di Dastardly               | 31 maggio 2018    | 18 aprile 2018   |
| 39 | 40 Yard Dash                                  | Una gara di 40 metri                | 31 maggio 2018    | 18 aprile 2018   |
| 40 | Hong Kong Screwy                              | Pazzi per Hong Kong                 | 31 maggio 2018    | 19 aprile 2018   |
| 41 | Dickie and the Race-onauts                    | Alla ricerca del vello d'oro        | 29 novembre 2018  | 3 dicembre 2018  |
| 42 | Uncle Dickie's Happy Sunshine Children's Hour | Un nuovo programma                  | 29 novembre 2018  | 3 dicembre 2018  |
| 43 | Peter 2.0                                     | Peter 2.0                           | 29 novembre 2018  | 4 dicembre 2018  |
| 44 | Little Pink Riding Hood                       | Cappuccetto Rosa                    | 29 novembre 2018  | 4 dicembre 2018  |
| 45 | Punky Races                                   | La gara Reale                       | 29 novembre 2018  | 5 dicembre 2018  |
| 46 | Ragnarok & Roll                               | RagnaRock & Roll                    | 29 novembre 2018  | 5 dicembre 2018  |
| 47 | Wacklantis                                    | Corsa ad Atlantide                  | 29 novembre 2018  | 6 dicembre 2018  |
| 48 | Game On                                       | Via al gioco!                       | 29 novembre 2018  | 6 dicembre 2018  |
| 49 | Signed, Sealed and Wacky                      | Hanno rapito Babbo Natale           | 29 novembre 2018  | 7 dicembre 2018  |
| 50 | Wacky Races the Movie                         | Wacky Racers, il Film               | 29 novembre 2018  | 7 dicembre 2018  |
| 51 | Much Ado About Wacky                          | Tutti pazzi per Shakespeare         | 29 novembre 2018  | 8 dicembre 2018  |
| 52 | Far and Away in Old Bombay                    | Stelle di Bollywood                 | 29 novembre 2018  | 8 dicembre 2018  |
| 53 | The Wacky Always Races Twice                  | Provaci ancora, Penelope!           | 29 novembre 2018  | 9 dicembre 2018  |
| 54 | Mummy Madness                                 | Mummie impazzite                    | 29 novembre 2018  | 9 dicembre 2018  |
| 55 | King Solomon's Races                          | La gara di Re Salomone              | 29 novembre 2018  | 10 dicembre 2018 |
| 56 | The Trial of Dick Dastardly                   | I Creatori delle Wacky Races        | 29 novembre 2018  | 10 dicembre 2018 |
| 57 | The Wack Stuff                                | Rapimento alieno                    | 29 novembre 2018  | 11 dicembre 2018 |
| 58 | Dog Gone Dastardly                            | Cortocircuito                       | 29 novembre 2018  | 11 dicembre 2018 |
| 59 | The Purple Ray from Outer Space               | Missione salvataggio                | 29 novembre 2018  | 12 dicembre 2018 |
| 60 | Attack of the Mega-Muttley                    | L'attacco del Mega Muttley          | 29 novembre 2018  | 12 dicembre 2018 |
| 61 | Wackier Than Fiction                          | Più strano della finzione           | 29 novembre 2018  | 4 novembre 2019  |
| 62 | Never Too Old to Wacky                        | Non si è mai troppo vecchi...       | 29 novembre 2018  | 4 novembre 2019  |
| 63 | Wacky Wizards                                 | Il pendente magico                  | 29 novembre 2018  | 5 novembre 2019  |
| 64 | Super Wacky                                   | Super bizarro                       | 29 novembre 2018  | 6 novembre 2019  |
| 65 | Wack to the Future                            | Corsa al futuro                     | 29 novembre 2018  | 6 novembre 2019  |
| 66 | Catastrophe                                   | Gattastrofe                         | 21 ottobre 2019   | 7 novembre 2019  |
| 67 | Brains Before Brawn                           | Il creatore di Tiny                 | 21 ottobre 2019   | 7 novembre 2019  |
| 68 | Double The Dastardly                          | Il re e il pilota                   | 21 ottobre 2019   | 8 novembre 2019  |
| 69 | Wackyland                                     | Wackylandia                         | 21 ottobre 2019   | 8 novembre 2019  |
| 70 | Curses, Foiled Again                          | L'idolo stregato                    | 21 ottobre 2019   | 11 novembre 2019 |
| 71 | Double Trouble                                | Il fan club di Dastardly            | 21 ottobre 2019   | 11 novembre 2019 |
| 72 | Slow and Steady                               | Lento e costante                    | 21 ottobre 2019   | 12 novembre 2019 |
| 73 | The Scarlet Pinkernel                         | Sgattaiolare in Francia             | 21 ottobre 2019   | 12 novembre 2019 |
| 74 | Troy And Troy Again                           | La guerra di Troia                  | 21 ottobre 2019   | 13 novembre 2019 |
| 75 | What A Wacky Development This Is!             | Aria di cambiamenti                 | 21 ottobre 2019   | 13 novembre 2019 |
| 76 | I, Race Car                                   | La rivoluzione delle auto           | 21 ottobre 2019   | 14 novembre 2019 |
| 77 | Muttleys Are Forever (Part 1)                 | Agente 00 Muttley (prima parte)     | 21 ottobre 2019   | 5 novembre 2019  |
| 78 | Muttleys Are Forever (Part 2)                 | Agente 00 Muttley (seconda parte)   | 21 ottobre 2019   | 14 novembre 2019 |

## Risultati delle corse della prima serie
In ogni episodio la voce di uno speaker annuncia il vincitore della gara, il secondo ed il terzo classificato. Solo in alcuni episodi è anche possibile vedere il passaggio di tutti gli altri piloti sulla linea del traguardo; non è mai fatta menzione di un particolare sistema di punti o di una modalità per stabilire il vincitore dell'intero circuito delle corse. Di seguito sono indicati i podi cumulativi di ogni partecipante.
| Concorrente                           | Nome auto               | auto n. | 1° | 2° | 3° | Top 3 |
| ------------------------------------- | ----------------------- | ------- | -- | -- | -- | ----- |
| I fratelli Slag                       | La Macigno-mobile       | 1       | 3  | 8  | 3  | 14    |
| Rufus Roughcut                        | La Spaccatutto          | 10      | 3  | 6  | 4  | 13    |
| I fratelli Big e Li'l Gruesome        | Il Diabolico Coupé      | 2       | 3  | 3  | 6  | 12    |
| Clyde e la sua banda                  | La Antiproiettile       | 7       | 4  | 5  | 2  | 11    |
| Penelope Pitstop                      | Il Vezzoso Coupé        | 5       | 4  | 2  | 5  | 11    |
| Red Max                               | Lo Scarafaggio Volante  | 4       | 3  | 4  | 3  | 10    |
| Il Professor Pat Pending              | La Multiuso             | 3       | 3  | 2  | 5  | 10    |
| Luke e l'orso Blubber                 | L'Insetto Scoppiettante | 8       | 4  | 1  | 4  | 9     |
| Peter Perfect                         | La Sei Cilindri         | 9       | 4  | 2  | 2  | 8     |
| Il sergente Blast e il soldato Meekly | L'Armata Speciale       | 6       | 3  | 1  | 0  | 4     |
| Dick Dastardly e Muttley              | La Numero 00            | 00      | 0  | 0  | 0  | 0     |
| Totale                                |                         |         | 34 | 34 | 34 | 102   |

## Spin-off
Nel 1969, i personaggi di Penelope Pitstop e di Clyde e la sua banda vennero impiegati per una nuova serie televisiva animata dal titolo Le avventure di Penelope Pitstop; nello stesso anno, i personaggi di Dick Dastardly e Muttley vennero impiegati nella serie Dastardly e Muttley e le macchine volanti.
Nel 2006 fu prodotto per Cartoon Network l'episodio pilota di una nuova serie spin-off, intitolata Wacky Races Forever. La serie avrebbe visto confrontarsi sia nuovi concorrenti che concorrenti della prima serie. Penelope Pitstop e Peter Perfect erano sposati ed avevano fondato la "Perfect Industries", sponsor delle nuove Wacky Races, mentre i loro figli Parker e Piper gareggiavano come concorrenti. Tra gli altri personaggi figuravano i fratelli Slag, il Professor Pat Pending, una versione giovanile del Diabolico Coupé ed ovviamente Dick Dastardly e Muttley (al soldo di un nuovo personaggio cattivo chiamato Mr. Viceroy, il cui obiettivo era impadronirsi delle Perfect Industries). Cartoon Network non comprò la serie, in quanto trovò che lo humour tradizionale dell'episodio pilota mal si sposava con quello delle nuove generazioni.

## Riproduzioni dei veicoli
Sono state costruite in Gran Bretagna delle repliche dei veicoli a grandezza naturale e sin dal 2008, presenziano annualmente al Goodwood Festival of Speed, aggiungendo ogni anno un nuovo veicolo.

Riproduzioni esposte al Goodwood Festival of Speed
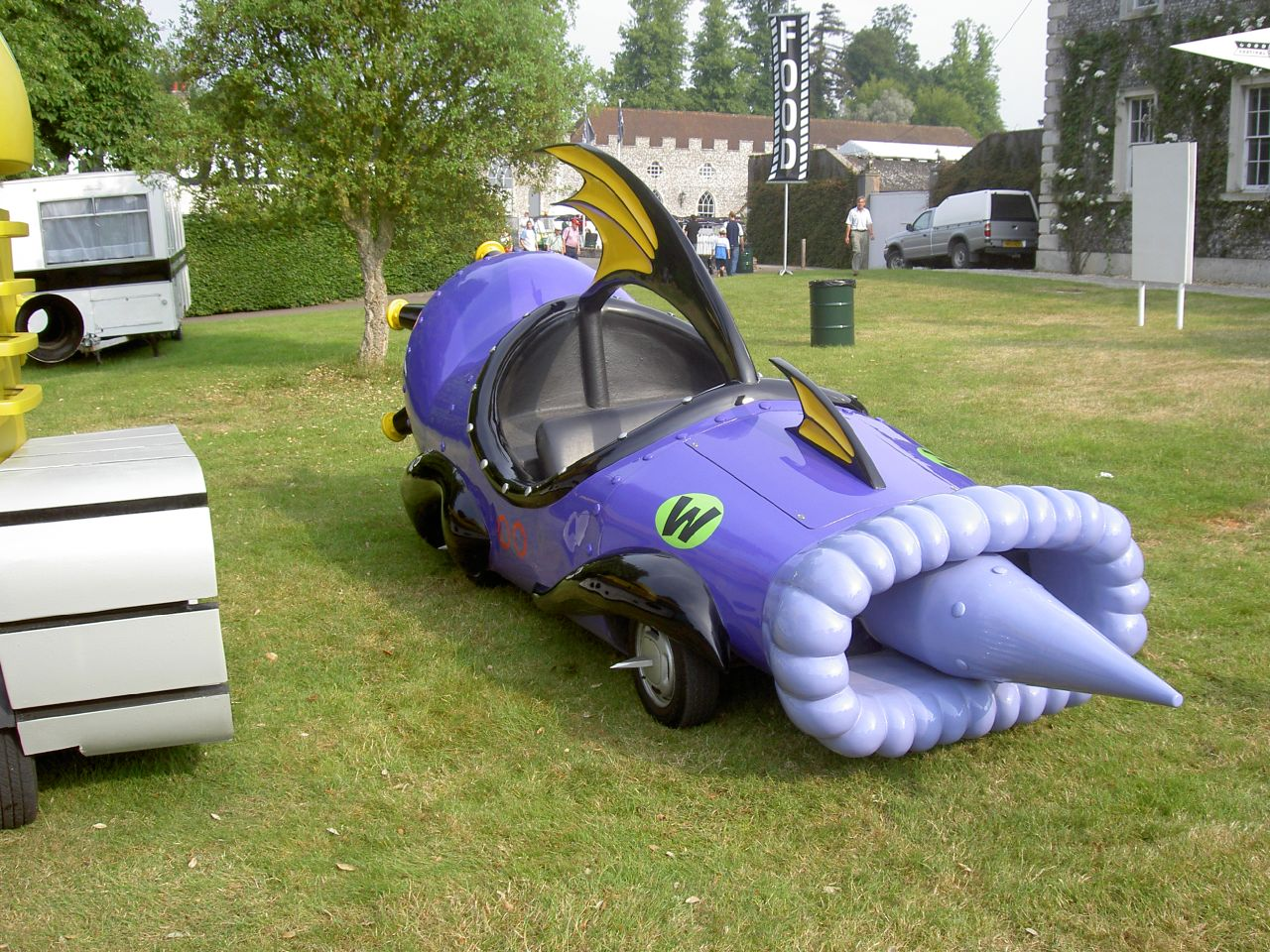
Mean Machine #00 (La vettura 00)
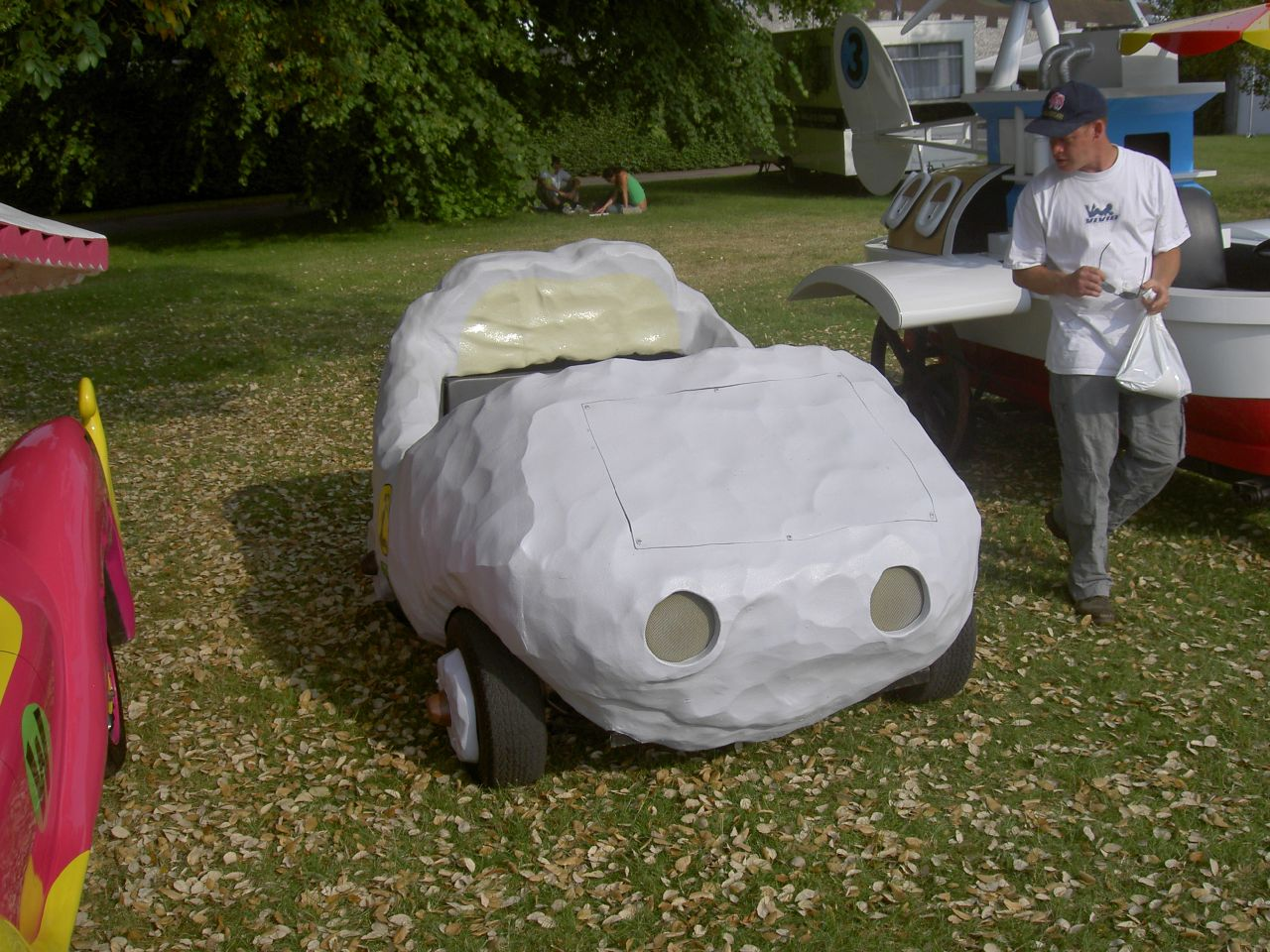
Boulder Mobile (La macigno mobile)
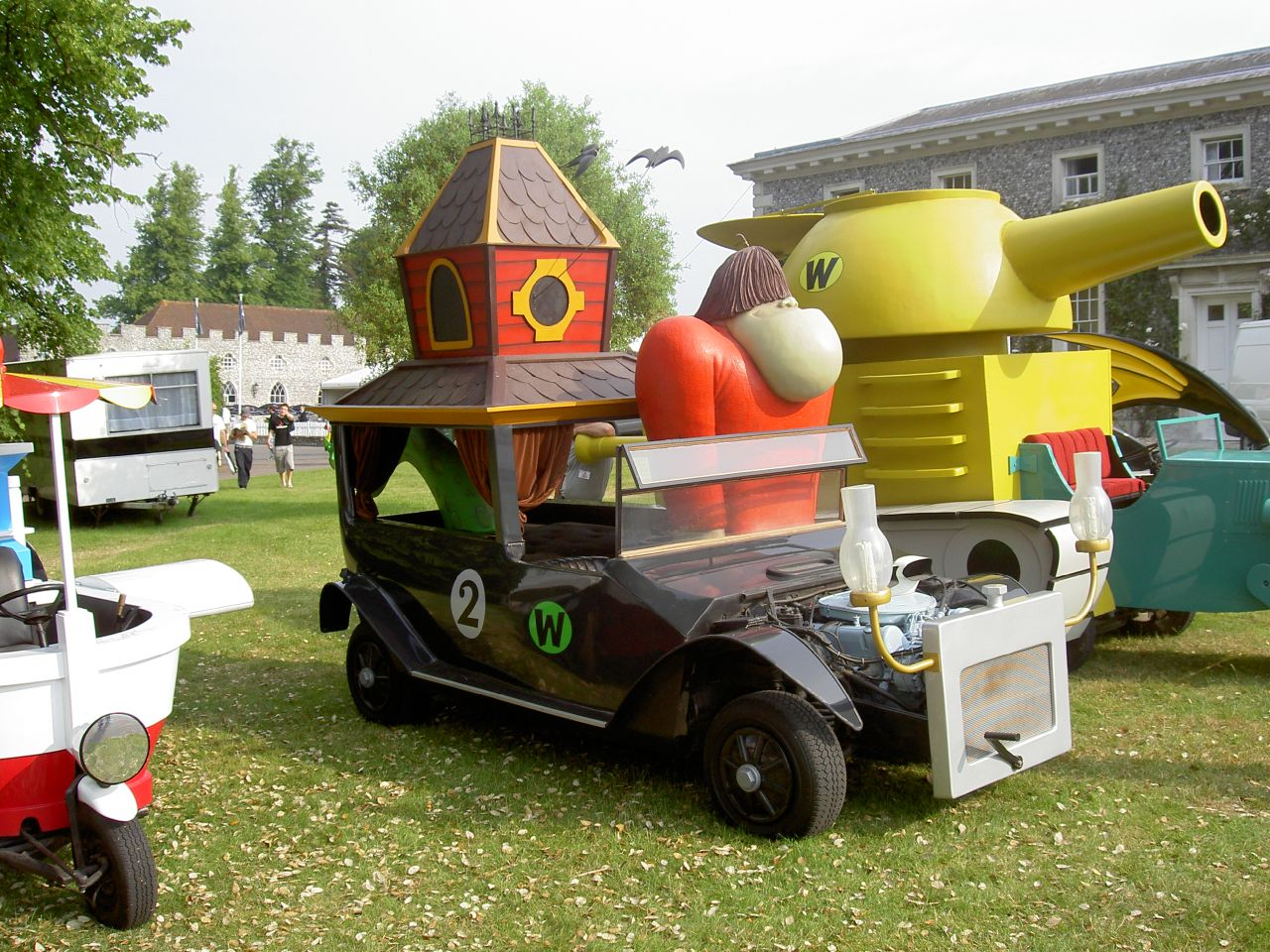
Creepy Coupe (Il Diabolico Coupé)
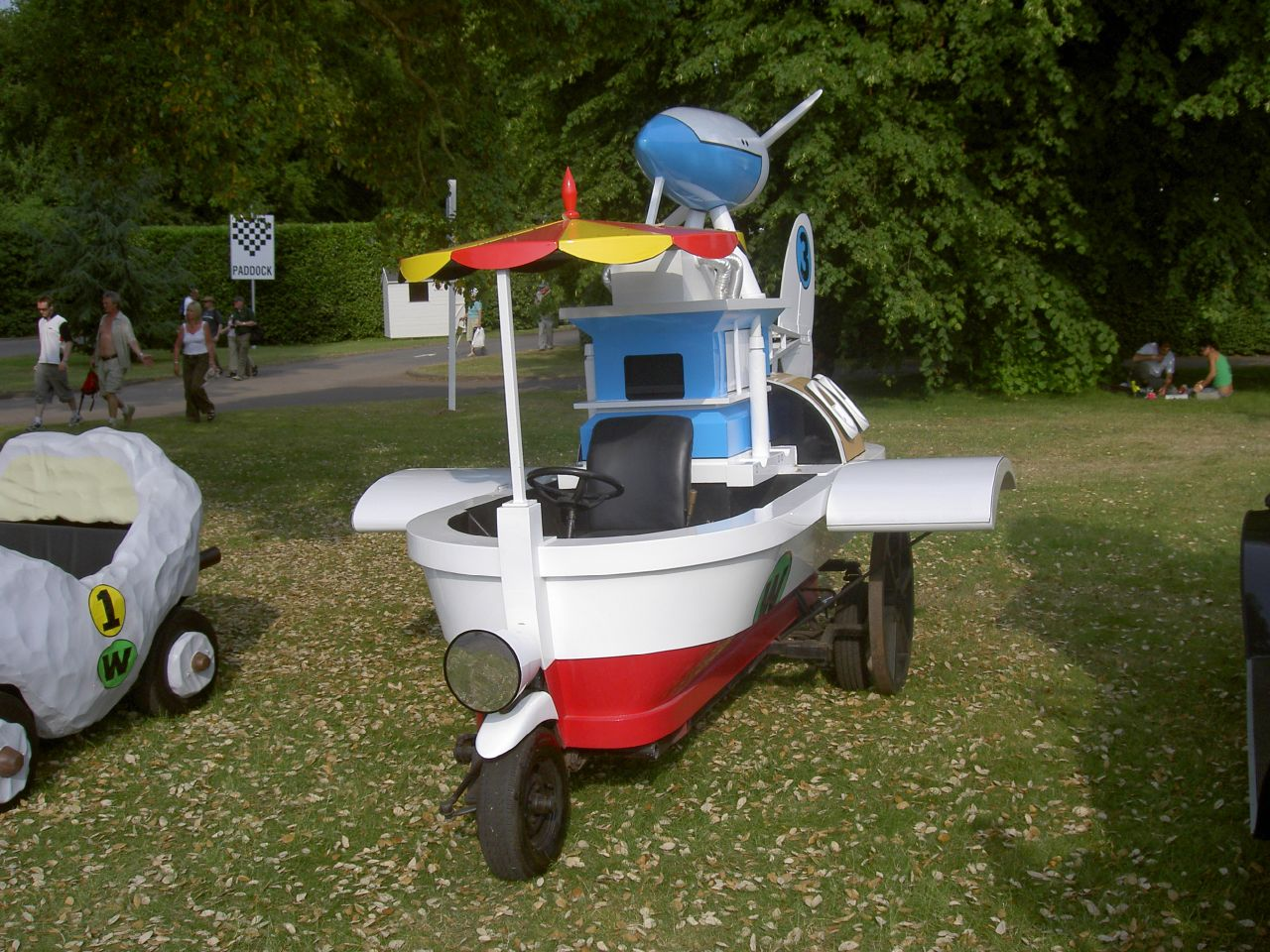
Convert-a-Car (La Multiuso)
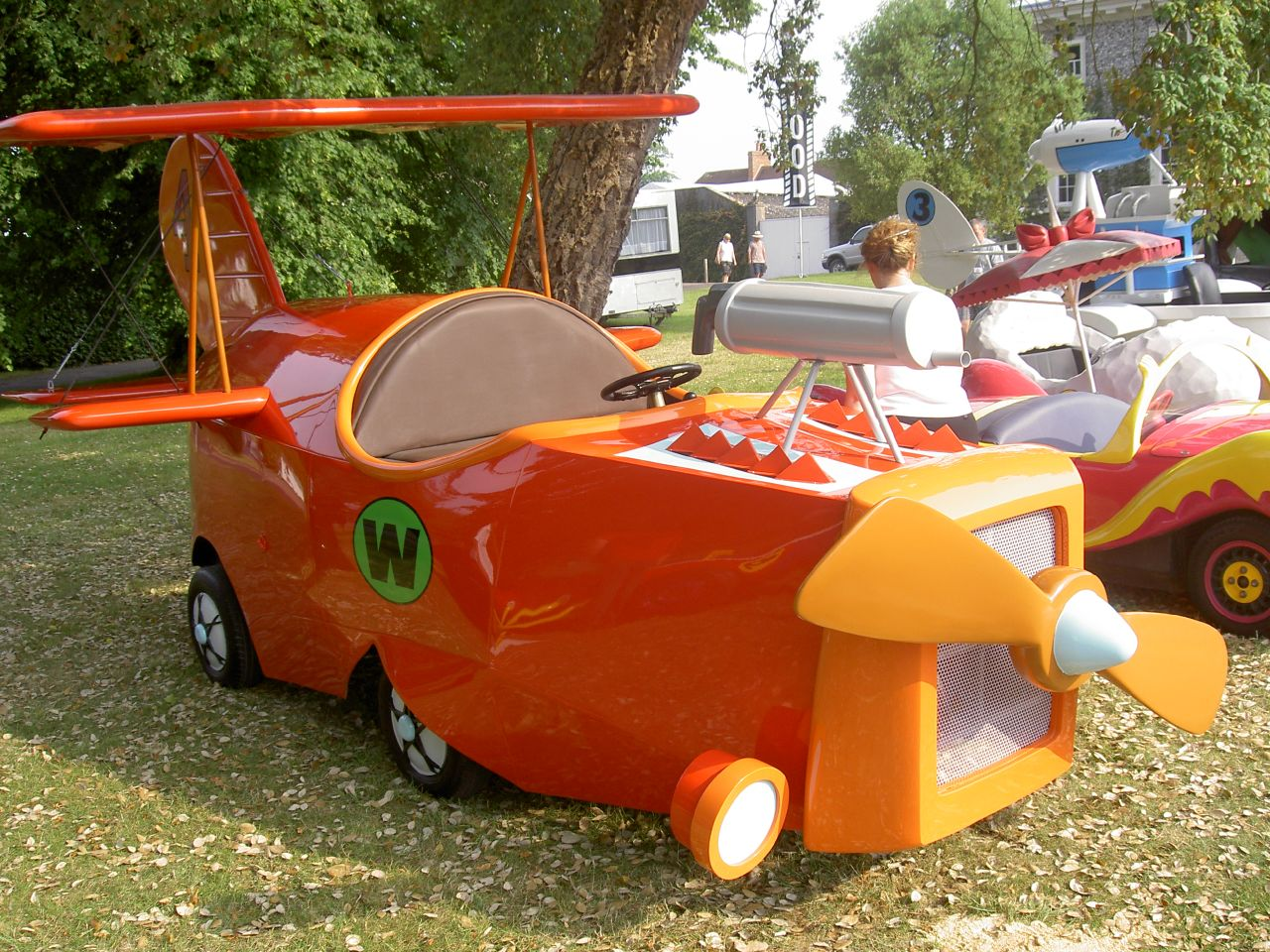
Crimson Haybailer (lo Scarafaggio Volante)
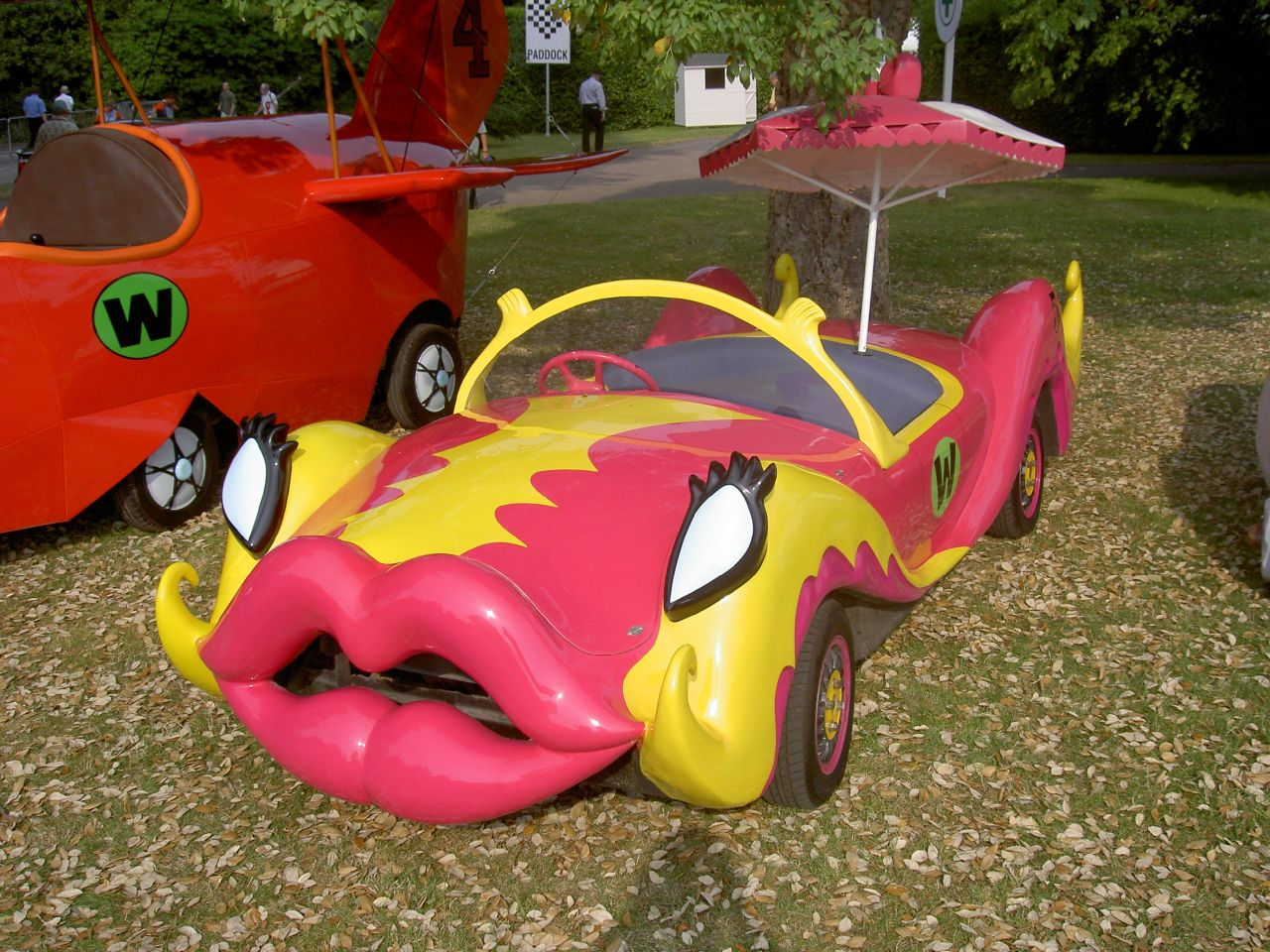
'Compact Pussycat (Il Vezzoso Coupé)[15]'
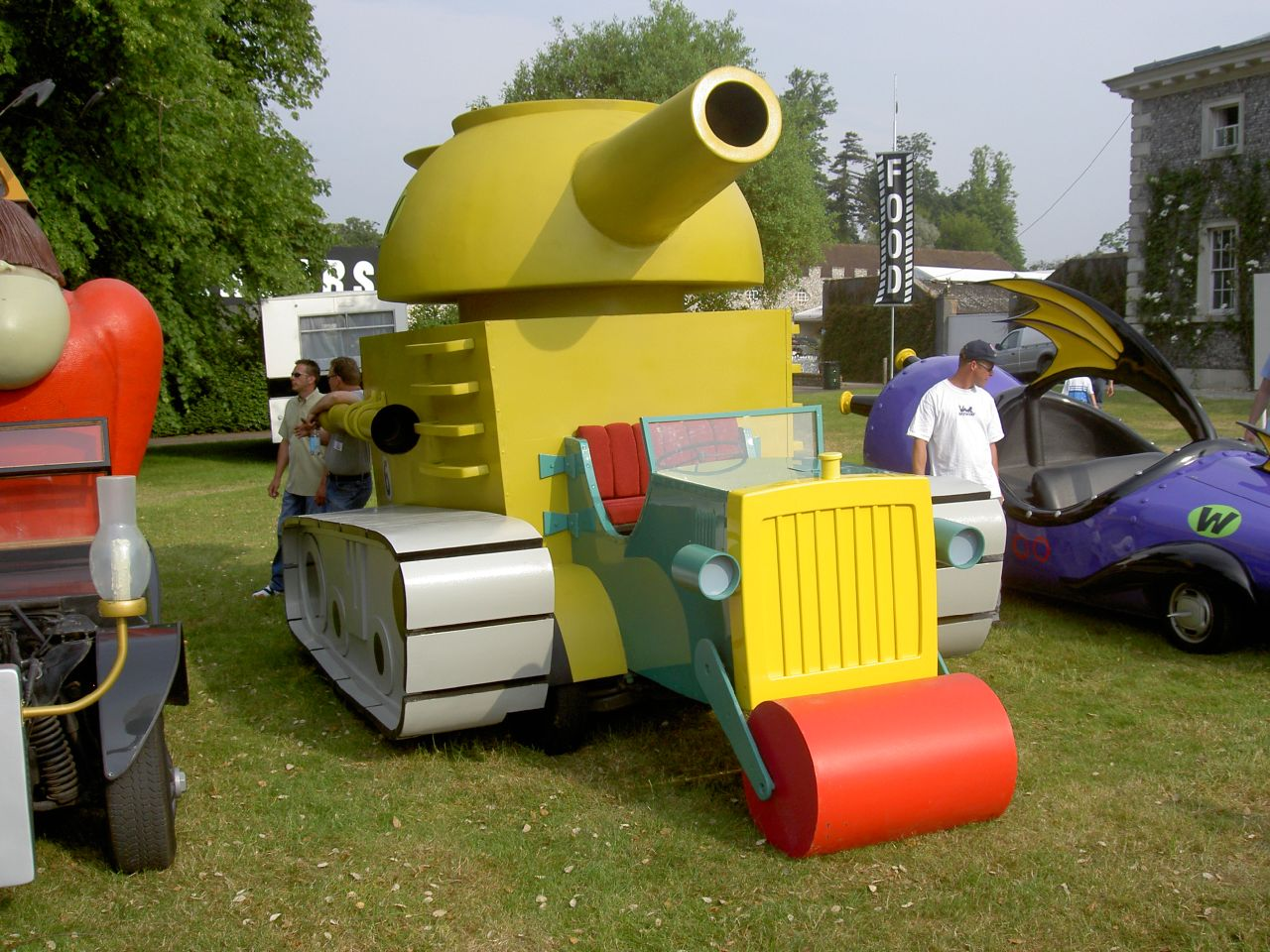
Army Surplus Special (L'Armata Speciale)
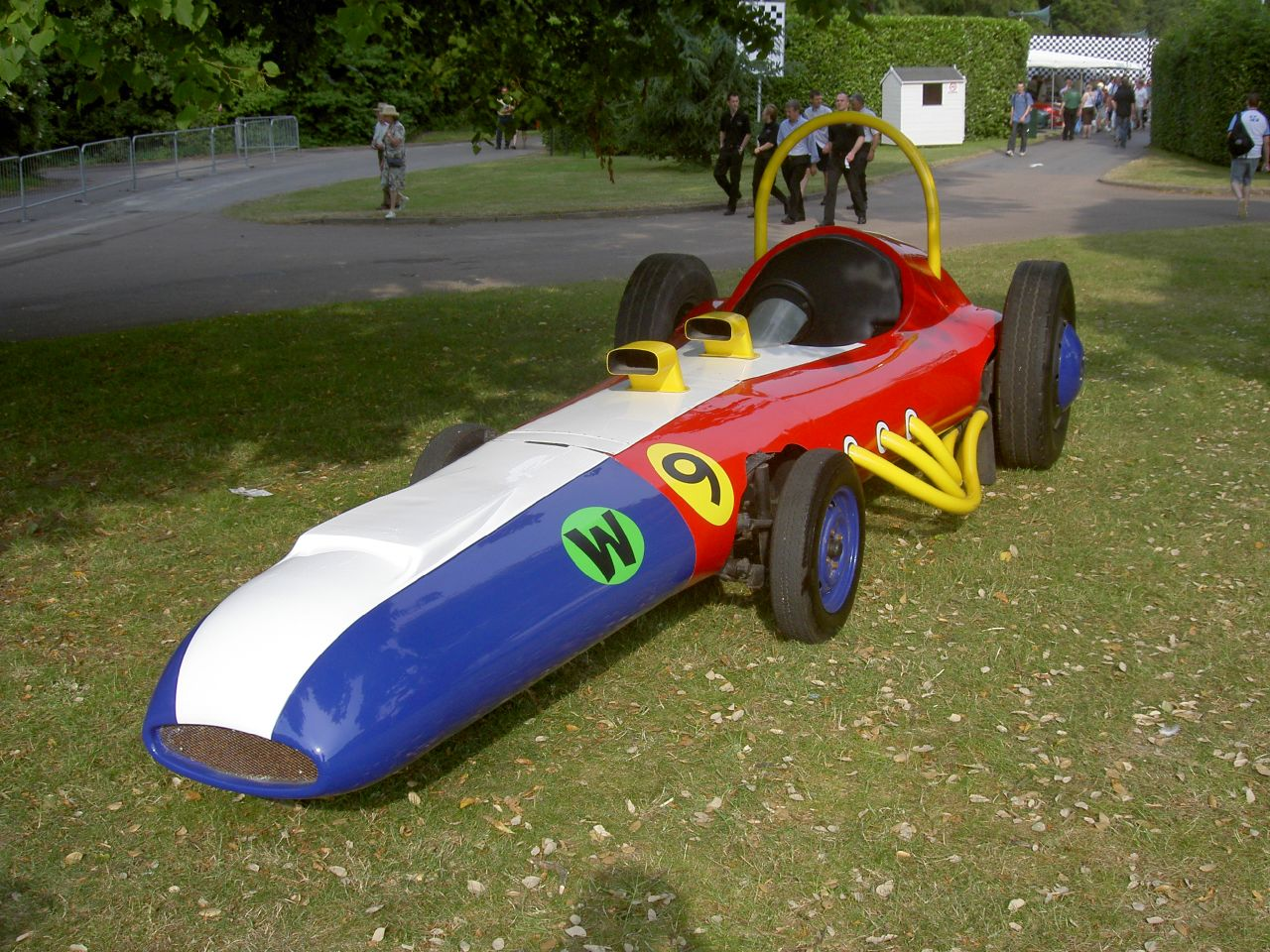
Turbo Terrific (La Sei Cilindri)

## Altri media

### Fumetti
- L'editore DC Comics nel 2016 ha pubblicato negli Stati Uniti d'America una serie a fumetti di sei numeri, Wacky Raceland, ambientata in un futuro apocalittico alla Mad Max.[24]

### Videogiochi
- Wacky Races (1991-1992): videogioco a piattaforme a scorrimento pubblicato dalla Hi-Tec Software per Amiga, Amstrad CPC, Atari ST, Commodore 64 e ZX Spectrum;
- Wacky Races (1991-1992): videogioco a piattaforme con Muttley per Nintendo Entertainment System;
- Wacky Races (2000): sviluppato e pubblicato dalla Infogrames per Windows, Game Boy Color e PlayStation;
- Wacky Races: Le nuove avventure di Dick Dastardly & Muttley (2000-2001): videogioco della Infogrames per Dreamcast e PlayStation 2
- Wacky Races (2004): videogioco della Macrospace per cellulari in J2ME;
- Wacky Races: Mad Motors (2007): simulatore di guida pubblicato dalla Blast! Entertainment per PlayStation 2;
- Dastardly and Muttley: Operation: Pigeon Pursuit (2007): per PlayStation 2, ma tratto in particolare da Dastardly e Muttley e le macchine volanti;
- Wacky Races: La corsa più pazza del mondo (2008): sviluppato e pubblicato dalla Eidos Interactive per Nintendo DS e Wii.

### Giochi da tavolo
Nel 2019 la CMON pubblica il gioco da tavolo Wacky Races di Andrea Chiarvesio e Fabio Tola, distribuito in Italia da Asmodee.